# André Remondet
André Remondet  né le 2 juin 1908 à Montbard (Côte d'Or) et mort le 7 juillet 1998 à Senlis, est un architecte français prix de Rome.

## Biographie
Entré à l'École nationale supérieure des beaux-arts, il est l'élève notamment de Roger-Henri Expert, dont il achève certaines réalisations après la Seconde Guerre mondiale (l'École normale supérieure de Cachan et l'église Sainte-Thérèse-de-l'Enfant-Jésus de Metz). Il remporte le premier grand Prix de Rome en 1936. Il séjourne ainsi à la Villa Médicis du 16 janvier 1937 jusqu'à sa mobilisation en septembre 1939. Il effectue par ailleurs un séjour aux États-Unis d'où il revient diplômé de l'Université George Washington et de l'Institut Structurel de New York. Il participe à l'armée du général Patton pour la libération de la France puis de l'Europe en 1945 comme sous-lieutenant. 
De retour en France, il suit une carrière d'architecte officiel : nommé architecte en chef des bâtiments civils et palais nationaux, il succède à Auguste Perret à la tête de son atelier à l'École nationale supérieure des beaux-arts et construit un certain nombre de bâtiments publics prestigieux. Il est nommé architecte en chef des ZUP de Pau, Poitiers Nanterre et Avignon, et architecte-conseil de la ZUP de Vitry-sur-Seine.
Formateur de nombreux architectes, et gardant de nombreux contacts aux États-Unis, il a accueilli dans son agence l'architecte américain Frank Gehry de passage en France en 1961. Il collabore par ailleurs avec l'architecte Paul Nelson.
Il est élu en 1980 à l'Académie des beaux-arts dans le 5e fauteuil de la section architecture en remplacement d'Urbain Cassan.

## Principales réalisations

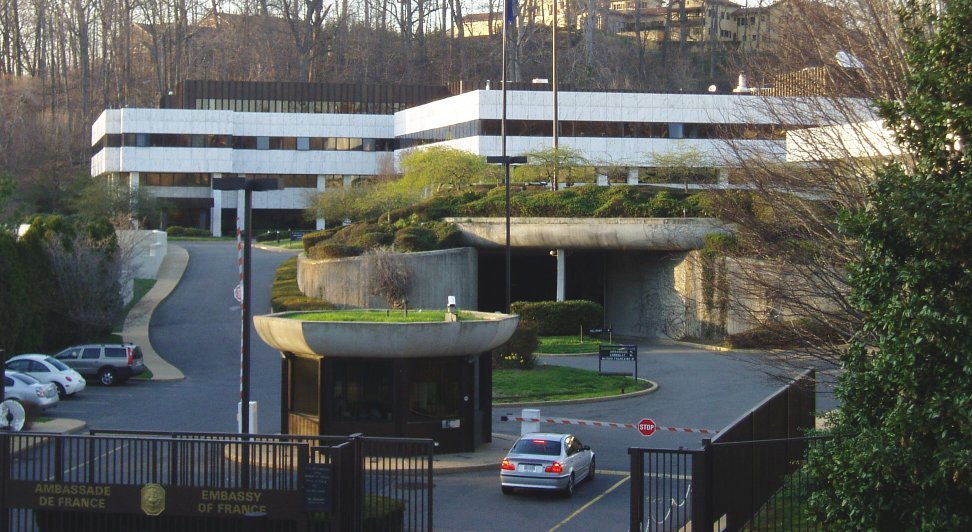
Ambassade de France aux États-Unis d’Amérique.

- 1951 : abris du cercle méridien de Paris avec Jean Prouvé dans le 14e arrondissement de Paris[3]
- 1955 : cité administrative de Bayonne (Pyrénées-Atlantiques)[4]
- 1953-1954 : immeubles de logements sociaux HLM, rue Courtois à Pantin (Seine-Saint-Denis) en collaboration avec Denis Honegger[5]
- 1960 : lycée climatique d'Argelès-Gazost (Hautes-Pyrénées)
- 1964 : motel du pont de l'Europe à Strasbourg, décoration de Claude Guillemot (artiste)
- 1965-1974 : hôpital d'Arles en collaboration avec Paul Nelson et Pierre Devinoy
- 1966 : piscine municipale d'Avignon
- 1966 : église Sainte-Marie-Magdeleine du Plessis-Robinson (Hauts-de-Seine)
- 1966-1967 : groupes scolaires Jacques Decour et La Fontaine à Nanterre
- 1967 : tour La Sablière
- 1968 : tour Super Chapelle
- 1970 : église Saint-Pierre à Pau
- 1980 : lycée Joseph pernock au lorrain Martinique
- 1970 : église Sainte-Croix à Bayonne
- 1971-1974 : immeuble de bureaux pour les Directions régionales de la sécurité sociale et de l'action sanitaire et sociale, 58-66 rue de Mouzaïa, dans le 19e arrondissement de Paris en collaboration avec Claude Parent[6]
- 1975-1982 : ambassade de France aux États-Unis d’Amérique à Washington[7]